# Сент-Джон, Джилл
Джилл Арли́н Сент-Джон (англ. Jill Arlyn St. John), урождённая — Оппенха́йм (англ. Oppenheim; род. 19 августа 1940, Лос-Анджелес, Калифорния, США) — американская актриса и певица. Наиболее известна по роли девушки Джеймса Бонда Тиффани Кейс в фильме бондианы «Бриллианты навсегда» (1971).

## Биография
Джилл Арлин Сент-Джон (настоящая фамилия Оппенхайм) родилась 19 августа 1940 года в Лос-Анджелесе (штат Калифорния, США) в семье ресторатора Эдварда Оппенхайма и Бетти Оппенхайм (в девичестве Голдберг; 1913—1988).
В 1951 году Джилл сменила фамилию с Оппенхайм на Сент-Джон и вскоре сделала операцию по вздёргиванию кончика носа по настоянию её матери ради карьеры.
Джилл окончила «Powers Professional School» и «Hollywood Professional School», а одно время она занималась балетом с Натали Вуд.

## Личная жизнь
В 1957—1958 годах Джилл была замужем за Нилом Дубиным.
В 1960—1963 годах Джилл была замужем за гонщиком Лэнсом Ревентлоу (1936—1972).
В 1967—1969 годах Джилл была замужем за музыкантом Джеком Джонсом (род.1938).
С 26 мая 1990 года Джилл замужем в четвёртый раз за актёром Робертом Вагнером (род.1930), с которым она встречалась 8 лет до их свадьбы.

## Избранная фильмография
| Год       |    | Русское название                | Оригинальное название          | Роль                                       |
| --------- | -- | ------------------------------- | ------------------------------ | ------------------------------------------ |
| 1949      | тф | Рождественская песнь            | The Christmas Carol            | Мисси Кратчит                              |
| 1958      | ф  | Летняя любовь                   | Summer Love                    | Эрика Лэндис                               |
| 1959      | ф  | Замечательный мистер Пеннипакер | The Remarkable Mr. Pennypacker | Кейт Пеннипакер                            |
| 1959      | ф  | Каникулы для влюблённых         | Holiday for Lovers             | Мэг Дин                                    |
| 1960      | ф  | Затерянный мир                  | The Lost World                 | Дженнифер Холмс                            |
| 1961      | ф  | Римская весна миссис Стоун      | The Roman Spring of Mrs. Stone | Барбара Бингем                             |
| 1962      | ф  | Ночь нежна                      | Tender Is the Night            | Розмари Хойт                               |
| 1963      | ф  | Кто позаботится о магазине?     | Who’s Minding the Store?       | Барбара Таттл                              |
| 1964      | ф  | Отель для молодоженов           | Honeymoon Hotel                | Шерри Ньюджент                             |
| 1966—1968 | с  | Бэтмен                          | Batman                         | Молли                                      |
| 1967      | ф  | Королевский пират               | The King’s Pirate              | госпожа Джессика Стивенс                   |
| 1969      | тф | Шпион-убийца                    | The Spy Killer                 | Мэри Харпер                                |
| 1971      | ф  | Бриллианты навсегда             | Diamonds Are Forever           | Тиффани Кейс                               |
| 1973      | тф | Сага Соноры                     | Saga of Sonora                 | Молли                                      |
| 1977—1984 | с  | Остров фантазий                 | Fantasy Island                 | Эллен Лейтон / Джейн Доу / Елена Троянская |
| 1976      | тф | Бренда Старр                    | Brenda Starr                   | Бренда Старр                               |
| 1982      | ф  | Бетонные джунгли                | The Concrete Jungle            | Начальник тюрьмы Флетчер                   |
| 1983—1984 | с  | Эмералд-Пойнт                   | Emerald Point N.A.S.           | Дина Кинкейд                               |
| 1989      | с  | Вокруг света за 80 дней         | Around the World in 80 Days    | женщина, ошибочно принятая за Ауду         |
| 1992      | ф  | Игрок                           | The Player                     | камео                                      |
| 1998      | ф  | Верить во что-то                | Something to believe in        | доктор Джоанн Андерсон                     |
| 2002      | ф  | Поездка                         | The Trip                       | Мэри Окли                                  |
| 2014      | тф | Северный полюс                  | Northpole                      | Миссис Клаус                               |